# Friedrich August Cochius
Friedrich August Cochius (* 9. Juli 1771 in Bötzow; † 30. August 1828 in Königsberg/Preußen) war ein deutscher Wasserbauingenieur und hochrangiger preußischer Baubeamter.

## Leben
Friedrich August Cochius war ein Sohn von Friedrich Wilhelm Cochius (1728–1781; Oberamtmann und Domänenpächter in Bötzow) und dessen Ehefrau Johanna Sophia Charlotte (1738–1805; Tochter des Hofgärtners Joachim Arndt Saltzmann in Charlottenburg). Bereits 1791 als Kondukteur genannt, war er von 1795 bis 1796 Kondukteur beim Oberbaudepartement tätig, 1797 als Deichinspektor in Elbing und 1798 in Danzig. Im Januar 1800 heiratete er Johanne Wilhelmine Elisabeth (1783–1834), eine Tochter des Danziger Apothekers Theodor Gotthilf Osteroth, und wurde im Herbst des gleichen Jahres Bauassessor bei der Westpreußischen Kriegs- und Domänenkammer in Marienwerder. 1802 wurde er zum Baurat ernannt. 1803 trat er in eine Freimaurerloge ein. 1804 wurde er zum Kriegs- und Domänenrat und Wasserbaudirektor ernannt, er arbeitete als Assistent des Kriegs- und Domänenrats und Oberwasserbaudirektors E. D. Neuwertz. Wegen der Überlastung durch die vielen Departementsreisen und latenter Spannungen zwischen den beiden Baubeamten bat Cochius 1805 um seinen Abschied. Daraufhin wurden 1806 die Resorts besser getrennt und Cochius bearbeitete die Wasserbauten an Weichsel und Nogat ab Fordon. 1809 wurde er zum Regierungsrat ernannt und als Rat zur kurmärkischen Regierung versetzt. Im Frühjahr 1810 wurde er als Geheimer Oberbaurat zur Oberbaudeputation versetzt und erhielt die vakante Ratsstelle für Vermessung, Maß- und Gewichtspolizei. 1816 wurde ihm das Eiserne Kreuz 2. Klasse für seine Leistungen während der Befreiungskriege verliehen. Unter Karl Friedrich Schinkels Leitung erhielt er den Wasserbau in der Neumark, den Land- und Wasserbau in Preußen und Litauen. Er starb 1828 während einer Dienstreise in Königsberg.

## Schriften
- Beschreibung wie der Übergang über Ströhme mittelst der Schiffbrücken zu bewerkstelligen ist. Berlin 1814.
- Abhandlung über die Urbarmachung des Oderbruchs. In: Archiv für die Baukunst (hrsg. von August Crelle)

## Belege
1. ↑  Ordens-Liste von den Rittern und Besitzern der Königlich Preußischen Orden und Ehrenzeichen im Jahre 1817. Georg Decker, Königl. Geheime Ober-Hofbuchdruckerei, Berlin 1817, S. 465.

| Personendaten    | Personendaten                                        |
| ---------------- | ---------------------------------------------------- |
| NAME             | Cochius, Friedrich August                            |
| KURZBESCHREIBUNG | deutscher Wasserbauingenieur, preußischer Baubeamter |
| GEBURTSDATUM     | 9. Juli 1771                                         |
| GEBURTSORT       | Bötzow                                               |
| STERBEDATUM      | 30. August 1828                                      |
| STERBEORT        | Königsberg (Preußen)                                 |